# 하누카

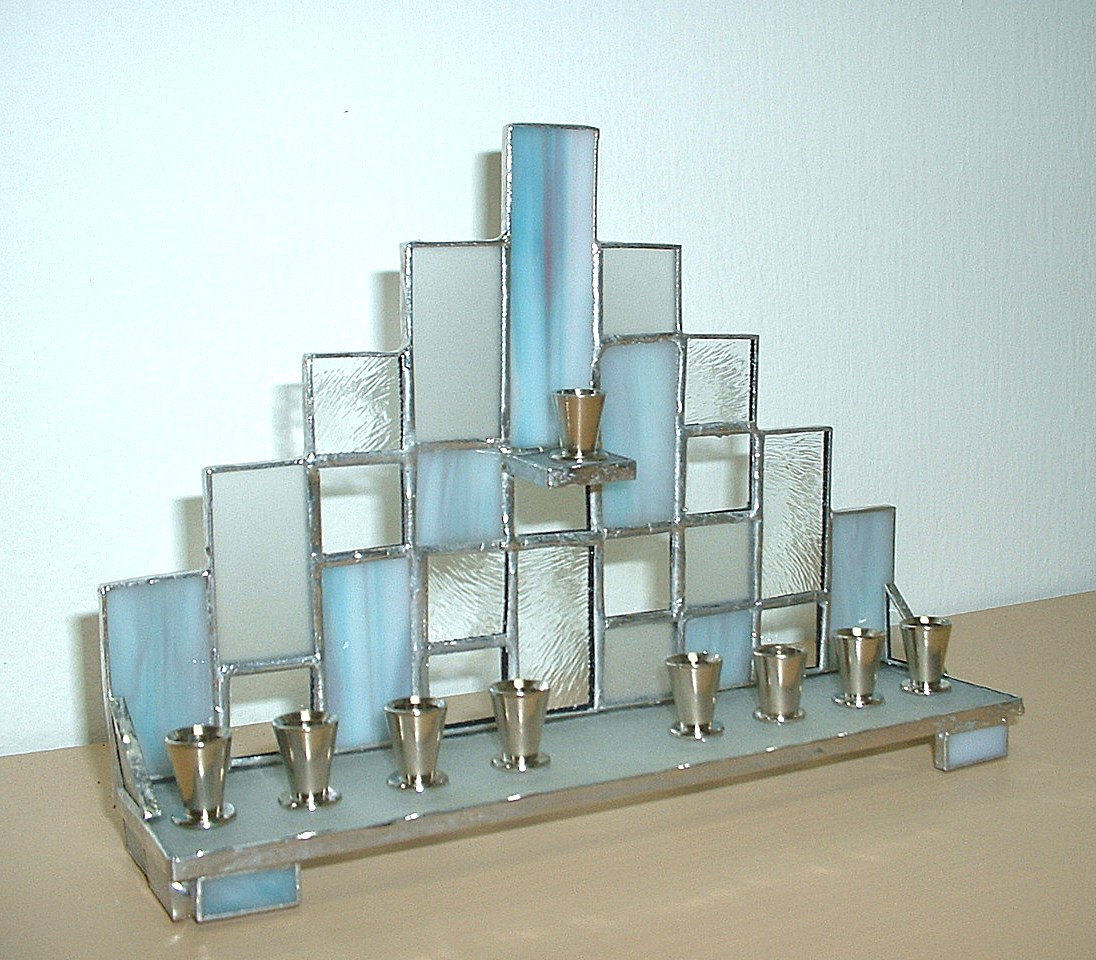
유리로 만들어진 메노라

하누카(Hanukkah, 히브리어: חנוכה ‘봉헌’)는 유대교 축제일의 하나로, 키슬레브의 25번째 날부터 8일간 치르는데, 이는 11월 말이나 12월에 있다. 첫째날에는 중앙 혹은 가장자리에 조금낮거나 높은자리에 위치해 다른 초를 켜 주는 역할을 하는 봉사의 초를 먼저 켜고 그 봉사의 초로 켜는자의 오른쪽부터 첫 번째가 되는 초를 점화하며, 이틀째, 삼일째 차례대로 한개씩, 오른쪽 바깥쪽 초에서 중앙쪽 초로 더해가며 불을 붙인다. 제 8일이 되는날은 9개의 구멍의 촛대에 모든 불이 켜진다. 하누카를 지킬때 사용하는 촛불을 메노라라고 하며 하누키야는 그 촛대이다.

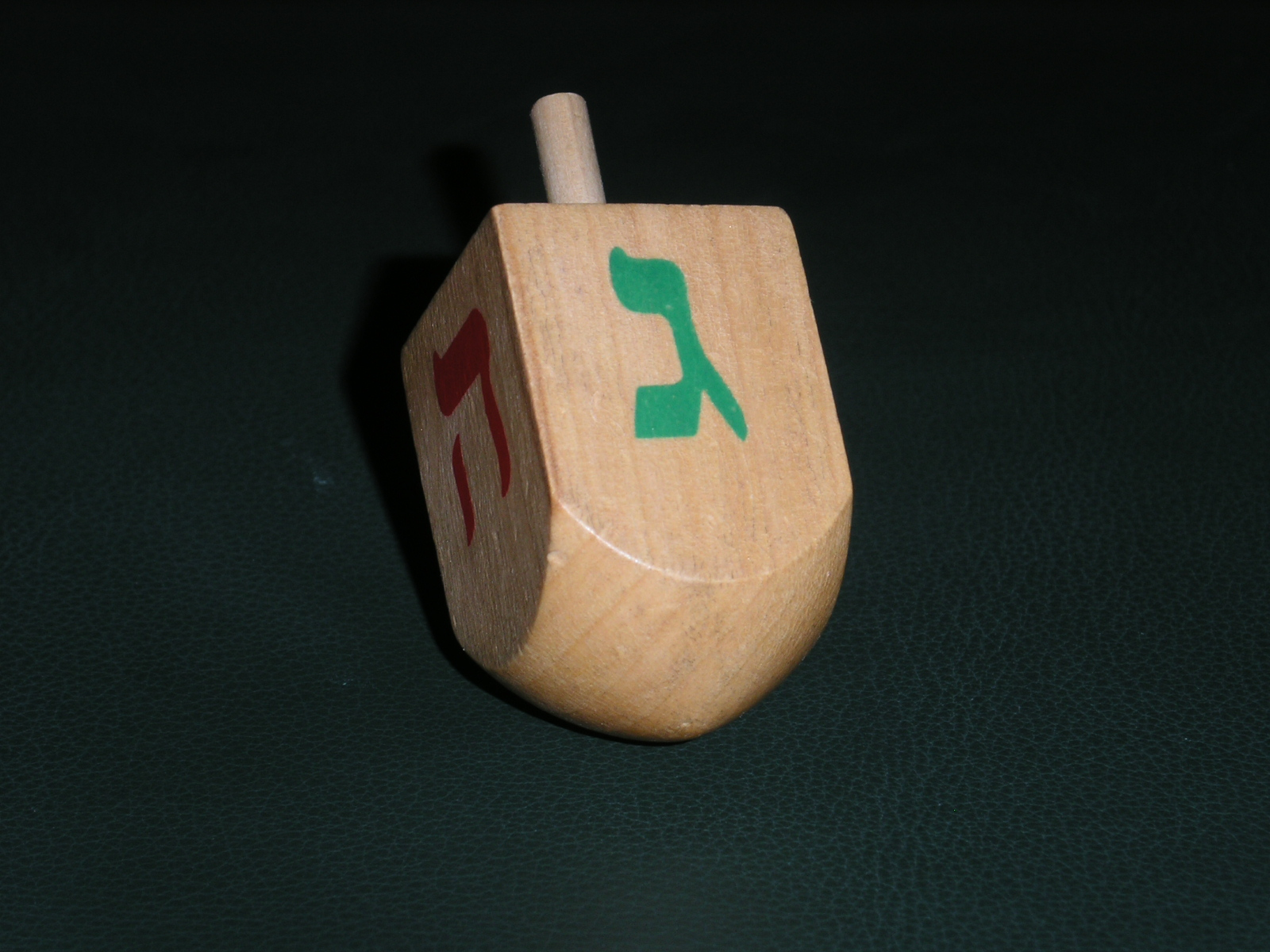
하누카의 전통 게임에 쓰이는 드레이들

## 유래
‘봉헌’이라는 뜻의 하누카(hanukkah)는 안티오쿠스 4세에 의해 더럽혀진 예루살렘 성전을 기원전 164년 마카베오 혁명으로 이스라엘의 하느님 여호와(야훼; 공동 번역)에게 다시 봉헌한다는 데에서 유래했다.당시 마카베오 혁명에 대해서는 외경의 마카베오 상/하에 잘 나와 있다. 요한복음10:22에도 나온다.

## 같이 보기
- 유대교의 절기